# Eltűnt Árpád-kori falvak Magyarországon
Magyarországon már a honfoglalás, vagy utána, az államalapítás idején vagy azzal kapcsolatban több kisebb-nagyobb falu is kialakult, több falut, lakóhelyet korábbi korokból vettek át az érkező magyarok, volt, ahol még a rómaiak leszármazottjaival is együtt használtak, laktak. Az itt maradt korábbi népek beolvadtak a magyarságba. Ezeknek a korai falvaknak egy része eltűnt a történelem viharaiban. Tatárjárás, török hódoltság, vagy egyszerűen csak elhagyták valamiért. Néhány ilyen falunak ma is megvannak a maradványai, néhánynak csak a kőből épült épületei, templomai találhatók meg, némelyeknek egészen jó állapotban, némelyeknek maradványait sűrű erdők, bozótok rejtik, néhány még feltáratlanul vár a föld alatt. A középkor jelentősen függött az egyháztól, így jelentős részben ezen falvaknak az élete az egyházhoz kapcsolódik, így történetük is érinti az egyházakat, némely esetben a már nem létező, középkori egyházi élettel kapcsolatos. A történelmi városokon kívül, ilyen helyeken éltek legtöbbünk ősei, és nem a várurak, királyok, egyházi vezetők, hanem az egyszerű nemesek, nemesek alá tartozó jobbágyok, szegény emberek, vagy éppen a várak és egyházi székhelyek urainak  kiszolgáló népe. Az igazi földművesek, állattartók. Róluk találunk igazán kevés történetet. Ez az Árpád-kori, középkori élet rejtettebb része.
A feldolgozás történelmi és egyházi adatokra, korabeli dokumentumokra, múzeumi közleményekre és a helyszínen fellelt információs táblák leírására épült.
Az alábbi falvak ma már nem léteznek, vagy nem a mai helyükön léteztek, de a középkorban még lakott helyek voltak. Némelyek maradványai vagy templomainak maradványai még megtalálhatóak, és a turistatérképek romként is jelzik, de mai térképeken más módon nem találhatóak. Mai megfelelőjük teljesen máshol helyezkedik el, és nem azonosak az Árpád-kori falvakkal. Több közülük jelentős településsé és mezővárossá fejlődött a középkorban, majd eltűntek, elpusztultak.